# Луценко Зінаїда Валентинівна
Луценко Зінаїда Валентинівна (* 16 січня 1974) — українська письменниця, педагог.

## Біографія
Народилася на Черкащині. Навчалася в Корсунь-Шевченківському педагогічному училищі, Уманському педуніверситеті ім. П. Тичини на філологічному факультеті (закінчила із відзнакою).
Працює вчителем української мови та літератури у Цибулівській загальноосвітній школі І–ІІІ ступенів Монастирищенського району Черкаської області.
Має публікації у виданнях, в тому числі журналах: «Малятко», «Пані вчителька», «Cosmopolitan», «Домашний очаг в Украине», «Дніпро», «Логопед», «Склянка часу»; газетах: «Зірка», «Веселі вісті», «Позакласний час», «Зоря», «Алекс», «Молодь Черкащини», «Сарафанне радіо»; в альманасі «Скіфія літо 2012».
Лауреат конкурсу «Коли скінчилися уроки», лауреат Премії Всеукраїнського конкурсу найкращих творів для дітей ім. В. Кобилянського, лауреат Міжнародного конкурсу на найкраще коротке оповідання 2012 року від Міжнародного літературно-мистецького журналу «Склянка часу», лауреат Міжнародного конкурсу романів, п'єс та кіносценаріїв «Коронація слова 2012». Переможець конкурсу фантастичних оповідань на Міжнародній літературній конференції «Дні фантастики у Києві».
Дипломант Всеукраїнського конкурсу романів та кіносценаріїв «Коронації слова 2013».
2020 - член Національної спілки письменників України (НСПУ).

## Видання
- «І нашо мені той дід?» (збірка оповідань); (Луцьк: Смарагд, 2012)
- «Необдумана Міловиця» (роман); (Харків: Книжковий клуб «Клуб сімейного дозвілля», 2012)
- «Я, Миколайко…» (роман); (Луцьк: ПВД «Твердиня», 2013)
- «Петренчукова хата» (фантастичне оповідання) // «Фантастика UA» (колективна збірка) — (Київ: ТОВ «Медіа Максимум», 2011)
- «Соняшники в трусах» (роман); (Луцьк: ПВД «Твердиня», 2014)
- «Злі лелеки» (роман); (Луцьк: ПВД «Твердиня», 2015)
- «Маринчина лялька» (роман);
- «Свята Марійка» (роман).